# Soribada Best K-Music Awards
Giải thưởng Soribada Best K-Music Awards (SOBA) là một giải thưởng âm nhạc do Soribada tổ chức giải độc lập nhằm vinh danh những tác phẩm, nghệ sĩ có thành tích ấn tượng trên nền tảng trang web, ứng dụng của mình. Lễ trao giải đầu tiên được trình chiếu vào ngày 20 tháng 9 năm 2017 sân vận động Jamsil Students' Gymnasium.

## Danh sách các buổi lễ trao giải
| Lần | Ngày                   | Địa điểm                            | Thành phố |
| --- | ---------------------- | ----------------------------------- | --------- |
| 1   | 20 tháng 9 năm 2017    | Jamsil Students' Gymnasium          | Seoul     |
| 2   | 30 tháng 8 năm 2018    | Nhà thi đấu Thể dục dụng cụ Olympic | Seoul     |
| 3   | 23-23 tháng 8 năm 2019 | Nhà thi đấu Thể dục dụng cụ Olympic | Seoul     |

## Tiêu chí
Các tiêu chí bao gồm: 60% Digital (50% download + 10% stream), 20% bình chọn, 10% BKG Soribada, 10% chuyên gia đánh giá.

## Daesang(Giải thưởng lớn)
| Năm  | Người chiến thắng | Hạng mục                        |
| ---- | ----------------- | ------------------------------- |
| 2017 | EXO               | Soribada Daesang                |
| 2017 | TWICE             | Digital Daesang                 |
| 2018 | BTS               | Soribada Daesang                |
| 2018 | TWICE             | Digital Daesang                 |
| 2019 | BTS               | Nghệ sĩ của năm                 |
| 2019 | TWICE             | Âm nhạc của năm                 |
| 2019 | Red Velvet        | Sân khấu ấn tượng của năm       |
| 2019 | Mamamoo           | Màn trình diễn ấn tượng của năm |

## Bonsang(Giải thưởng chính)
| Năm  | Người chiến thắng | Người chiến thắng | Người chiến thắng | Người chiến thắng | Người chiến thắng | Người chiến thắng | Người chiến thắng | Người chiến thắng | Người chiến thắng | Người chiến thắng | Người chiến thắng | Người chiến thắng |
| ---- | ----------------- | ----------------- | ----------------- | ----------------- | ----------------- | ----------------- | ----------------- | ----------------- | ----------------- | ----------------- | ----------------- | ----------------- |
| 2017 | GFriend           | Red Velvet        | B.A.P             | Mamamoo           | T-ara             | BTOB              | Twice             | Hwang Chi-yeul    | Monsta X          | VIXX              | EXO               | —                 |
| 2018 | Wanna One         | Red Velvet        | NCT 127           | Mamamoo           | Bolbbalgan4       | NU'EST W          | Twice             | Momoland          | Monsta X          | AOA               | BTS               | —                 |
| 2019 | Ha Sung-woon      | Red Velvet        | NCT 127           | Mamamoo           | Park Ji-hoon      | AB6IX             | Twice             | Momoland          | Monsta X          | Chungha           | BTS               | Kim Jae-hwan      |

## Giải thưởng nghệ sĩ mới
| Năm  | Người chiến thắng | Người chiến thắng | Người chiến thắng | Người chiến thắng | Người chiến thắng                              |
| Năm  | Nhóm nhạc         | Nhóm nhạc         | Nhóm nhạc         | Ban nhạc          | Nghệ sĩ trot                                   |
| ---- | ----------------- | ----------------- | ----------------- | ----------------- | ---------------------------------------------- |
| 2017 | Wanna One         | Pentagon          | —                 | —                 | —                                              |
| 2018 | The Boyz          | Stray Kids        | NATURE            | IZ                | Kangnam & Seol Ha-yoon                         |
| 2019 | Itzy              | TXT               | —                 | —                 | Song Ga In, Hong Ja, Kim Soo Chan & Jung Mi Ae |

## Giải thưởng phổ biến
| Năm  | Người chiến thắng |
| ---- | ----------------- |
| 2017 | EXO               |
| 2018 | Wanna One         |
| 2018 | Mamamoo           |
| 2019 | BTS               |
| 2019 | Twice             |

## Giải thưởng theo thể loại nhạc

### Giải thưởng nhạc trot lớn
| Năm  | Người chiến thắng |
| ---- | ----------------- |
| 2019 | Jin Sung          |
| 2019 | Hong Jin Young    |

### Giải thưởng nghệ sĩ nhạc trot
| Năm  | Người chiến thắng |
| ---- | ----------------- |
| 2017 | Tae Jin-ah        |
| 2017 | Hong Jin Young    |
| 2018 | Tae Jin-ah        |
| 2018 | Hong Jin Young    |
| 2019 | Tae Jin-ah        |

### Giải thưởng nghệ sĩ hip hop
| Năm  | Người chiến thắng |
| ---- | ----------------- |
| 2018 | Mino(Winner)      |

### Giải thưởng nghệ sĩ R&B
| Năm  | Người chiến thắng |
| ---- | ----------------- |
| 2018 | Crush             |
| 2019 | Park Bom          |
| 2019 | Yang Da-il        |

### Giải thưởng ban nhạc rock
| Năm  | Người chiến thắng |
| ---- | ----------------- |
| 2018 | YB                |

## Giải thưởng nhạc phim hay nhất
| Năm  | Bài hát                              | Người chiến thắng | Phim                |
| ---- | ------------------------------------ | ----------------- | ------------------- |
| 2017 | I Will Go To You Like The First Snow | Ailee             | Yêu tinh            |
| 2018 | It’s You                             | Jeong Sewoon      | Thư ký Kim sao thế? |

## Giải thưởng cho MV hay nhất
| Năm  | Người chiến thắng |
| ---- | ----------------- |
| 2017 | Zanybros          |
| 2018 | Zanybros          |

## Giải thưởng về sản xuất MV

### Nhà sản xuất MV tốt nhất
| Năm  | Người chiến thắng |
| ---- | ----------------- |
| 2017 | Iggy Yongbae      |
| 2018 | Kim Do Hoon       |
| 2019 | Rhymer            |

### Hip Hop maker tốt nhất
| Year | Winners     |
| ---- | ----------- |
| 2019 | Groovy Room |
| 2019 | Dress       |

## Giải thưởng đặc biệt

### Nghệ sĩ của làn sóng Hallyu mới
| Năm  | Người chiến thắng |
| ---- | ----------------- |
| 2017 | BTS               |
| 2018 | Monsta X          |
| 2018 | Red Velvet        |
| 2019 | Cosmic Girls      |
| 2019 | Lovelyz           |

### Ngôi sao âm nhạc
| Năm  | Người chiến thắng |
| ---- | ----------------- |
| 2017 | KNK               |
| 2017 | Sonamoo           |
| 2018 | Chungha           |
| 2018 | UNB               |
| 2019 | CLC               |
| 2019 | Nature            |

### Biểu tượng Hallyu
| Năm  | Người chiến thắng |
| ---- | ----------------- |
| 2017 | Red Velvet        |
| 2018 | NU'EST W          |
| 2019 | Oh My Girl        |
| 2019 | Park Ji-hoon      |

### Nghệ sĩ mới
| Năm  | Người chiến thắng |
| ---- | ----------------- |
| 2019 | Oneus             |
| 2019 | Newkidd           |
| 2019 | A.C.E             |

### Giải thưởng toàn cầu
| Năm  | Người chiến thắng |
| ---- | ----------------- |
| 2018 | 7Senses(SNH48)    |
| 2019 | Zero 9            |
| 2019 | SNH48             |

### Ngôi sao hot đang lên
| Năm  | Người chiến thắng     |
| ---- | --------------------- |
| 2017 | Wanna One             |
| 2017 | Cosmic Girls          |
| 2018 | Hyeongseop X Euiwoong |
| 2018 | YDPP                  |
| 2019 | Stray Kids            |
| 2019 | The Boyz              |
| 2019 | N.Flying              |

### Giọng ca xuất sắc
| Năm  | Người chiến thắng |
| ---- | ----------------- |
| 2017 | Han Dong Geun     |

### Màn trình diễn xuất sắc nhất
| Năm  | Người chiến thắng |
| ---- | ----------------- |
| 2017 | NCT 127           |
| 2017 | Gugudan           |
| 2018 | Kim Samuel        |
| 2018 | DIA               |
| 2019 | Ateez             |
| 2019 | Loona             |

### Nghệ sĩ nổi tiếng trên mạng xã hội
| Năm  | Người chiến thắng |
| ---- | ----------------- |
| 2018 | BTS               |
| 2019 | Hwasa             |
| 2019 | NCT 127           |

## Một số giải thưởng khác
| Năm  | Hạng mục                       | Người chiến thắng |
| ---- | ------------------------------ | ----------------- |
| 2017 | An ảnh                         | DIA               |
| 2017 | Thành tựu nghề nghiệp toàn cầu | Eru               |
| 2018 | Nữ hoàng xu hướng              | Seo In-young      |
| 2018 | Lựa chọn của mọi người         | EXO               |
| 2019 | Làn sóng mới                   | Monsta X          |
| 2019 | Làn sóng mới                   | (G)I-dle          |
| 2019 | Nghệ thuật                     | Nam Woo-hyun      |
| 2019 | Nghệ thuật                     | Weki Meki         |
| 2019 | Xu hướng toàn cầu              | Astro             |